# Gonflés à bloc
Pour plus de détails, voir Fiche technique et Distribution.
Gonflés à bloc ou Le Rallye de Monte-Carlo (titre original : ''Monte Carlo or bust! ou Those Daring Young Men In Their Jaunty Jalopies) est un film franco-italo-britannique réalisé par Ken Annakin, sorti en 1969. C'est une suite de Ces merveilleux fous volants dans leurs drôles de machines, film britannique du même réalisateur (1965).

## Synopsis
Un rallye Monte-Carlo avec une faune de bande dessinée comprenant le bon, la brute, le truand, les féministes, l'inventeur de l'inutile, des policiers italiens...

## Fiche technique
- Titre : Gonflés à bloc
- Titre original : Monte Carlo or bust! ou Those Daring Young Men In Their Jaunty Jalopies
- Réalisateur : Ken Annakin
- Scénario, adaptation et dialogues : Ken Annakin, Jack Davies
- Assistants réalisateur : Sam Itzkovitch, Giulio Carlini
- Photographie : Gabor Pogany, Bertyl Palmgren, Walter Wottitz
- Montage : Peter Taylor, Ted Haworth
- Musique : Ron Goodwin
- Chanson du générique chantée par Jimmy Durante (paroles et musique de Ron Goodwin)
- Décors : Marc Frédérix, Elven Webb, Dario Simoni
- Costumes : John Furniss, Orietta Nasalli-Rocca
- Son : David Hawkins
- Direction artistique : Erick Bjork, Boris Jugara, Elven Webb
- Maquillage : Amato Garbini
- Effets spéciaux : Richard Parker
- Chef de production : Ken Annakin
- Directeur de production : André Cultet, Carl-Henry Cagarp
- Assistant de production : Paolo Lucidi
- Société de production : Marianne Production, Dino De Laurentiis Cinematografica, Champion, Arthur Conn, Les films Corona (Anglo-Franco-Italienne)
- Société de distribution : Paramount Pictures
- Format : couleur par procédé Panavision (anamorphique) Technicolor - Pellicule 35mm
- Genre : Comédie, Film d'action
- Durée : 120 min
- Sortie en salles :

États-Unis : 28 mai 1969 (New York)
France :  28 août 1970
- Affiche : Clément Hurel (France)

## Distribution
- Bourvil (V.F. : Bourvil) : Monsieur Dupont
- Lando Buzzanca (V.F. : Jacques Balutin) : Marcello Agosti
- Walter Chiari (V.F. : Gérard Hernandez) : Angelo Pincelli
- Peter Cook (V.F. : Jacques Ciron) : Colonel Digby Dawlish
- Tony Curtis (V.F. : Michel Roux) : Chester Schofield
- Mireille Darc (V.F. : Mireille Darc) : Marie-Claude
- Marie Dubois (V.F. : Marie Dubois) : Pascale
- Gert Fröbe : Willi Schickel et Horst Muller
- Susan Hampshire (V.F. : Monique Morisi) : Elisabeth dite Betty
- Jack Hawkins : Comte Levinovitch
- Nicoletta Machiavelli : Dominique
- Dudley Moore : Lt. Kit Barrington
- Peer Schmidt : Otto
- Eric Sykes : Perkins
- Terry-Thomas : Sir Cuthbert Ware-Armitage (V.F. : Jean-Henri Chambois)
- Jacques Duby (V.F. : Jacques Duby) : Le gendarme motocycliste
- Hattie Jacques : La dame journaliste
- Derren Nesbitt : Waleska
- Nicholas Phipps : Golfer
- William Rushton : John O'Groats, officiel britannique
- Michael Trubshawe : L'officier allemand du rallye
- Richard Wattis : Le secrétaire du golf-club
- Walter Williams : L'officiel des douanes allemandes

Non crédités :
- Ulf Fransson : Un paysan Français
- Paul Muller
- Annabella Incontrera